# Amadeu Fontanet i Clec
Amadeu Fontanet i Clec (Manresa, Bages, 1907 - Barcelona, 1982) fou un pintor català. La seva obra és de marcada temàtica paisatgística, i ha traslladat al llenç nombrosos indrets de Catalunya amb un llenguatge i sensibilitat propis. El 1992 va rebre la Creu de Sant Jordi a títol pòstum.